# Podział administracyjny Gambii

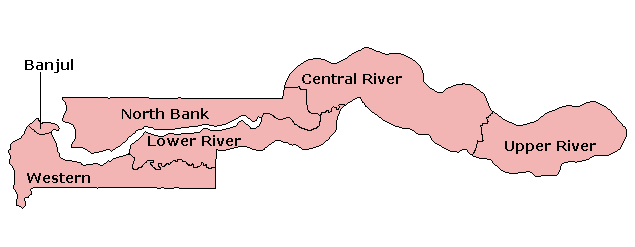
Okręgi Gambii

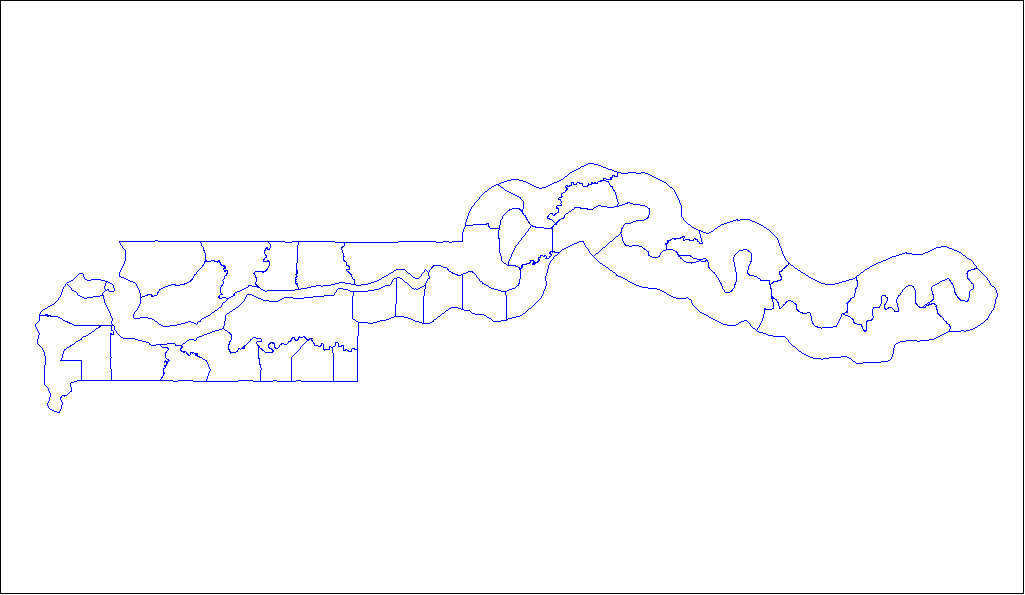
Dystrykty Gambii

Gambia podzielona jest na pięć okręgów (ang. region) i jedno miasto wydzielone. Okręgi dzielą się dalej na łącznie 37 dystryktów.

## Okręgi i dystrykty
- Okręg Central River ze stolicą w Janjanbureh
  - Fulladu West
  - Janjanbureh
  - Lower Saloum
  - Niamina Dankunku
  - Niamina East
  - Niamina West
  - Niani
  - Nianija
  - Sami
  - Upper Saloum
- Okręg Lower River ze stolicą w Mansa Konko
  - Jarra Central
  - Jarra East
  - Jarra West
  - Kiang Central
  - Kiang East
  - Kiang West
- Okręg North Bank ze stolicą w Kerewanie
  - Central Baddibu
  - Jokadu
  - Lower Baddibu
  - Lower Niumi
  - Upper Baddibu
  - Upper Niumi
- Okręg Upper River ze stolicą w Basse Santa Su
  - Fulladu East
  - Kantora
  - Sandu
  - Wuli
- Okręg West Coast ze stolicą w Brikamie
  - Foni Bintang-Karenai
  - Foni Bondali
  - Foni Brefet
  - Foni Jarrol
  - Foni Kansala
  - Kombo Central
  - Kombo East
  - Kombo North/Saint Mary
  - Kombo South
- Obszar wydzielony: Greater Banjul Area (Wielki Bandżul) ze stolicą w Bandżulu
  - Bandżul (Banjul)
  - Kanifing